# 對山園
對山園，是廣東廣州的一個私家花園，1931年初落成，位於現荔灣區增埗增埗公園處。被列入廣州市文物，園區風格近似於中山紀念堂，增埗村民因此稱為小中山紀念堂。其西臨增埗河，其東為西山。

## 歷史
1929年春末夏初，時廣東銀行副部長和中華民國軍需處處長黃冠章在增埗一帶建立私家花園，到1931年初落成。後附近開辦廣州水泥廠，排放污染導致無法入住。
1945年改成導正中學。
1949年後，導正中學與聚賢中學、珠海中學、堅如中學合併為廣州市第四中學，對山園變成廣州雜技團的訓練基地。
1950年代末，園內部分建築變為廣州石灰廠所用，1970年代，石灰廠轉為電石廠。1999年工廠搬走。
2001年始，荔灣區政府征收對山園一帶土地。
2003年對山園被列入“嚴重危房”。2005年9月，對山園（黃冠章建築群）被廣州市文化局定位為第四批文物登記保護單位，10月開始修繕古蹟。
2007年春天完成修復，與增埗公園為一體對外開放（建築仍佔為辦公場地）。
2008年12月市政府公佈為市級文物之一。
2016年2月尾，增埗公園升級改造環評公示，對山園剩餘建築跟隨改造開放。

## 建築風格
私家花園佔地面積9萬方，與中山紀念堂幾乎同時期開工，並落成早於紀念堂。對山園主殿與中山紀念堂如出一轍，其門亭也是紀念堂外門亭的簡寫版。主體是五開間重簷歇山頂的殿堂屋，採用鋼筋混凝土結構，為當時先進的建築技術。建築所用的鐘形窗，在廣州地區是獨一無二的。

## 交通
巴士：
- 南京路小区站：經停：274，广478。

- 西增路站：經停：4，274，广478。

環市西路：
- 西灣路站：經停：179，241，545。
- 克山站：經停：46，175，179，198，238，241，268，274，291b，538;高峰快线61;夜班95。

地铁：█5号线：西村站D口

## 外部連結
- 增埗公园有座“小中山纪念堂”[永久] GZ-LIWAN
- 对山园揭秘 （页面存档备份，存于） 鳳凰網 （2011-07-13）